# 根本分裂
在佛教史中，根本分裂是指上座部與大眾部的教派分裂。在佛教研究中，此前的階段，通常被稱為原始佛教、根本佛教或初期佛教；此後佛教進一步分化進入部派佛教時期，形成了許多不同的傳統與學說。
對於根本分裂的原因和確切時間，目前仍有爭論。一般相信，時間應在於七百集結之後，但在阿育王即位之前。

## 歷史記載
佛教僧團分裂的開始為大眾部與上座部的分裂，所以又稱為「根本分裂」。這是各部派共有的傳說，但是根本分裂發生的原因與時間有不同的說法，主要分為三種：
- 根據律藏記載，學者認為根本分裂發生在七百集結之後，主要是因為對於戒律看法不同。
- 根據南傳佛教《島史》的傳說，根本分裂發生在七百集結時，是反對七百結集的大眾部自行對經律的大結集導致的。
- 源自說一切有部的傳說，根本分裂發生在阿育王時，因為大天五事而引起。
- 源於大眾部的律分五部傳說。

### 七百集結
在佛陀涅槃之後百年，摩揭陀國迦羅阿輸迦王（俗稱黑阿育王）在位時，僧團因為意見不同，產生爭議。印度西部摩偷羅國的耶舍比丘，邀請東西方的七百位上座長老，至吠舍離舉行第二次結集（稱為七百結集、或吠舍離結集），會中做出決議，認為吠舍離比丘僧團在執行戒律時的十種做法是錯誤的（又稱「十事非法」）。
根據現存的所有律藏，各部派律藏皆記錄了七百集結的結論，包括大眾部的《摩訶僧祗律》。因此在七百集結時，根本分裂應尚未發生。

### 大結集
根據南傳佛教《島史》傳說，以毘舍離為中心（恆河下游）的東方跋耆族比丘，反對第二次結集的結論，自行大結集，會誦經律。因為上座部的戒律是以上座長老（Sthavira）的意見而成立，尊行此七百結集所合誦戒律的僧團，稱上座部（Sthiravada）。而印度東部的比丘僧團，他們尊行的戒律是由僧伽會議中集體意見所制定，人數較多，故稱大眾部。現在也有人延續《島史》說法，稱第一次結集時的戒律就是根據上座長老（大迦葉尊者）的意見而成立，所以稱那時就已有上座部這一部了。

### 大天五事
根據說一切有部《大毘婆沙論》記載，說一切有部（自稱上座部諸部根源）與大眾部根本分裂的原因在於大眾部的創始人大天，他提出對阿羅漢餘習和證道機緣的五種說法（大天五事），並且吸引到很多年輕的僧侶跟隨，引起傳統的上座僧侶不滿，於是造成分裂。《異部宗輪論》記載此次根本分裂發生在孔雀帝國阿育王時代，此後百年又有同名“大天”提出同樣“五事”，在印度南部創立制多部。跟隨大天的僧團，被稱為大眾部，主要盛行於印度的東南部；而西北部的傳統僧團被稱為上座部。

### 律分五部
法顯《摩訶僧祇律私記》記載大眾部稱最早與大眾部分裂的是法藏部。《舍利弗問經》記載，大迦葉所結集的律藏就是大眾律，在巽伽王朝滅法後佛教復興時有上座比丘增廣戒律而造成了分裂。《舍利弗問經》提及了文殊師利，因為稱讚大眾部，有人認為其屬於大眾部經典，此經收錄了與《異部宗輪論》類似的後續分裂部派，以及與《大比丘三千威儀》相同的五部特色與服色記載。

## 學術研究
根據近代出土的文獻與學界研究，學者們普遍認為造成佛教僧團第一次分裂的原因應該是戒律問題造成而非教義問題（大天五事）造成。因此，根本分裂應與七百集結有關。
根據呂澂，印順與Heinz. Bechert等學者研究認為大天五事，不是發生在阿育王時代，也不是根本分裂的原因，但它是造成後期大眾部分裂的原因。

第二次集結討論的「十事非法」所涉及到的戒律，在大眾部《摩訶僧祇律》中都有明確規定，顯示第二次集結產生的戒律是所有部派戒律的共同原本，根本分裂發生的時間應晚於第二次集結。印順法師認為佛教根本分裂早於阿育王即位，可能發生在西元前300年前，至前271年左右阿育王即位，上座部已分裂出說一切有部、分別說部，形成大眾、分別說 、說一切有三系分立；在印度南方的大眾部則因大天五事而繼續分裂出一說部等。前230年至前100年間，主要部派基本都已形成，現存文獻大多出自此時期。
律分五部說法是部派分裂中後時期記載的，當時按持律不同而劃分的情況，與其他按宗義劃分並追述歷史演變的文獻所記載的證據不合，許多學者認為它的證據力不夠充份。